# Universiteit van Dublin
De Universiteit van Dublin (Iers: Ollscoil Átha Cliath, Engels: University of Dublin) is de oudste universiteit van Ierland. Anders dan de beroemde Britse universiteiten als Oxford en Cambridge bestaat de universiteit maar uit één college: Trinity College. In de praktijk geldt Trinity College dan vaak ook als synoniem voor Universiteit van Dublin.
De universiteit was een protestantse instelling maar vanaf 1793 werden ook katholieken toegelaten maar alleen als student. Vanaf 1873 mochten katholieken ook hoogleraar worden, fellow en een beurs krijgen. Het zou echter tot aan de jaren zeventig van de twintigste eeuw duren voordat katholieken in groten getale toetraden omdat ze voor die tijd altijd toestemming moesten vragen aan de kerk.
Trinity College Dublin is een zustercollege van St John's College in Cambridge en Oriel College in Oxford. 

## Geschiedenis
De universiteit is in 1592 opgericht door koningin Elizabeth I. In 1661 werd het Book of Kells door de Bisschop van Meath aan Trinity College geschonken en is sindsdien onderdeel van de collectie. In 1689 werden de gebouwen tijdelijk gebruikt als kazerne. In de periode van 1712 tot 1761 werden de Old library en de Dining hall gebouwd. In 1802 kwam het College door aankoop in bezit van de Fagel collectie, de grootste particuliere bibliotheek in Nederlands bezit, opgebouwd door de opvolgende leden van het geslacht Fagel. Vijf generaties Fagel vervullenden tussen 1670 en 1795 het ambt van Griffier van de Staten-Generaal.
In 1853 werd de campanile gebouwd. Deze toren werd hét symbool van de universiteit. In 1984 werd de Dining hall door brand beschadigd.

## Gebouwen

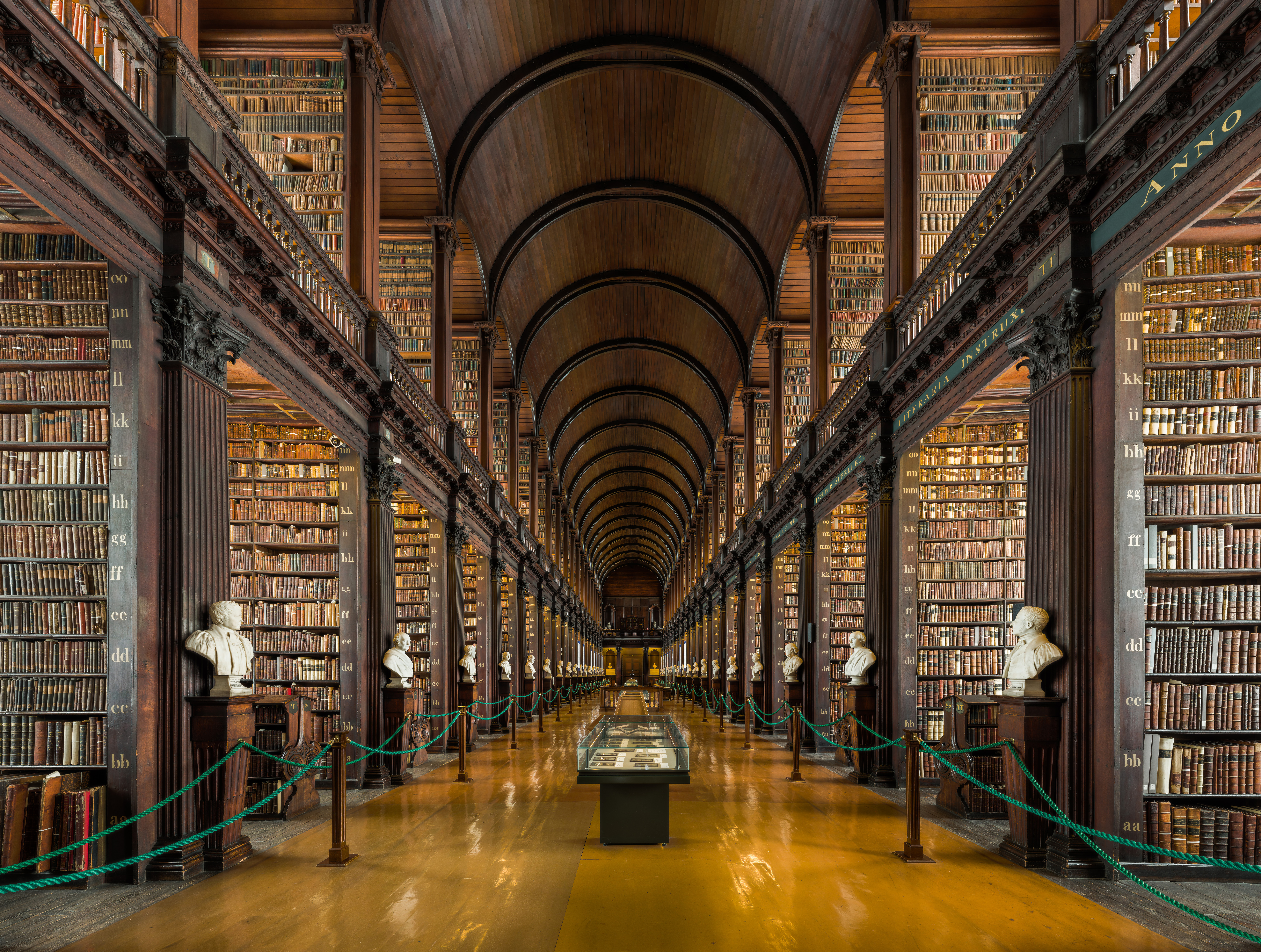
The long room in de Trinity College Library.

Het complex van de universiteit beslaat een gebied van negentien hectare en ligt aan het plein College Green in het centrum van de Ierse hoofdstad Dublin. Binnen het complex zijn drie pleinen waaraan de gebouwen staan.
- Het meest bekend is de Trinity College Library, ook wel de Old library genoemd. In dit gebouw is de Long room  te vinden met meer dan 200.000 oude drukken, marmeren bustes van geleerden en de oudste harp van Ierland. De belangrijkste boeken zijn het Book of Kells en het Book of Durrow, die beiden in The Treasury bewaard worden.
- De Campanile, deze klokkentoren uit 1853 is het symbool van de universiteit.
- De kapel aan Parliament Square was de eerste universiteitskapel in Ierland die door alle gezindten werd gebruikt.
- The Douglas Hyde Gallery, een expositieruimte die in 1970 werd gebouwd.

## Beroemde studenten
- Samuel Beckett, Iers (toneel)schrijver en dichter, studeerde vanaf 1923 moderne talen aan Trinity. Hij was lid van het cricketteam.
- Edmund Burke, Iers filosoof en politicus, startte in 1744 aan de universiteit. Zijn standbeeld staat naast de hoofdingang.
- George Berkeley, Iers filosoof.
- Douglas Hyde, eerste president van Ierland, studeerde in 1884 af in moderne literatuur.
- Bram Stoker, horrorschrijver vooral bekend van Dracula, studeerde van 1864 tot 1870.
- Jonathan Swift, Iers schrijver en satiricus, studeerde in 1668 af aan de universiteit.
- Oscar Wilde, schrijver, dichter en estheet, studeerde van 1871 tot 1874.
- Sally Rooney, schrijfster, studeerde Engels en won in 2013 het Europees kampioenschap debatteren voor universiteiten.

## Galerij

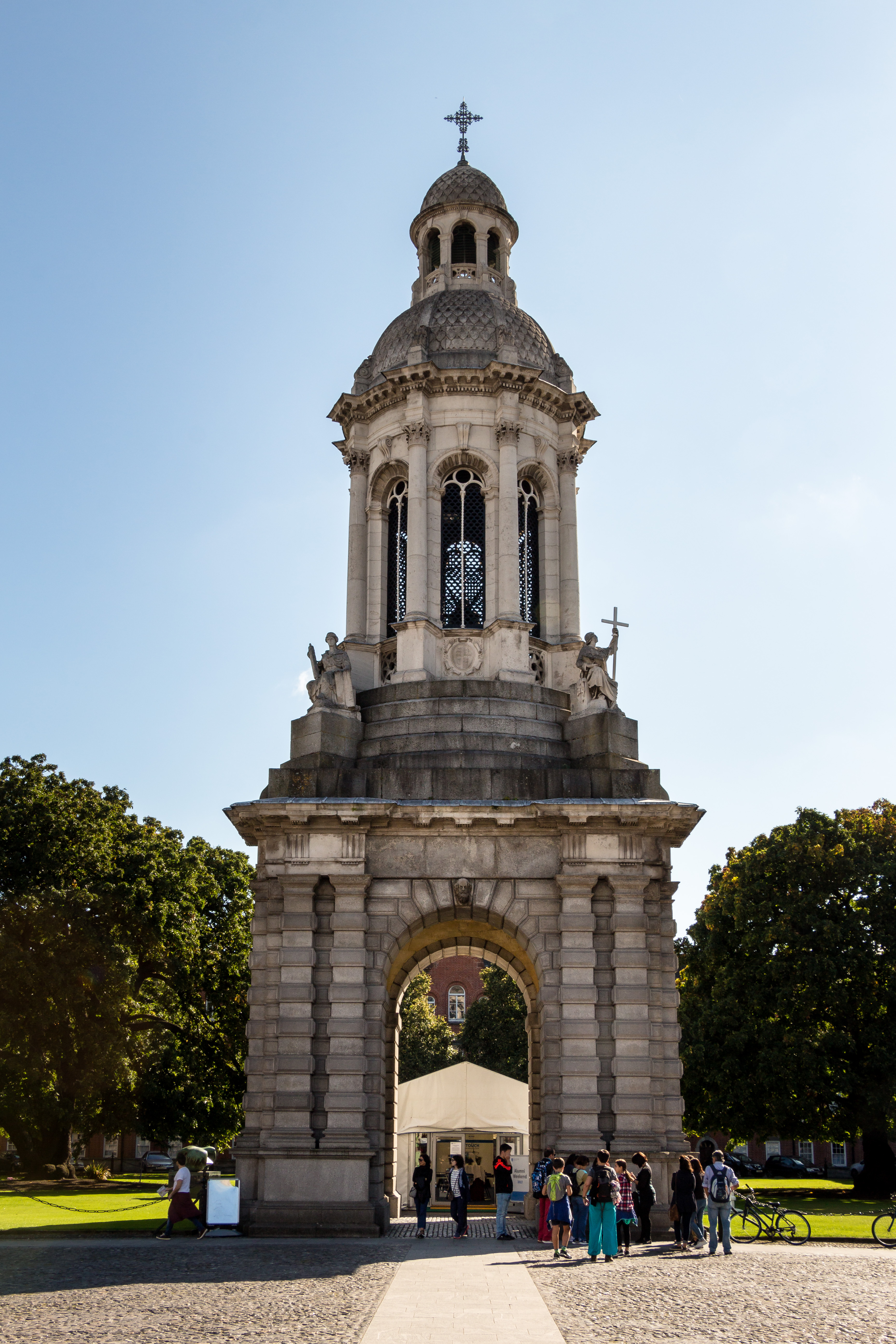
De Campanile
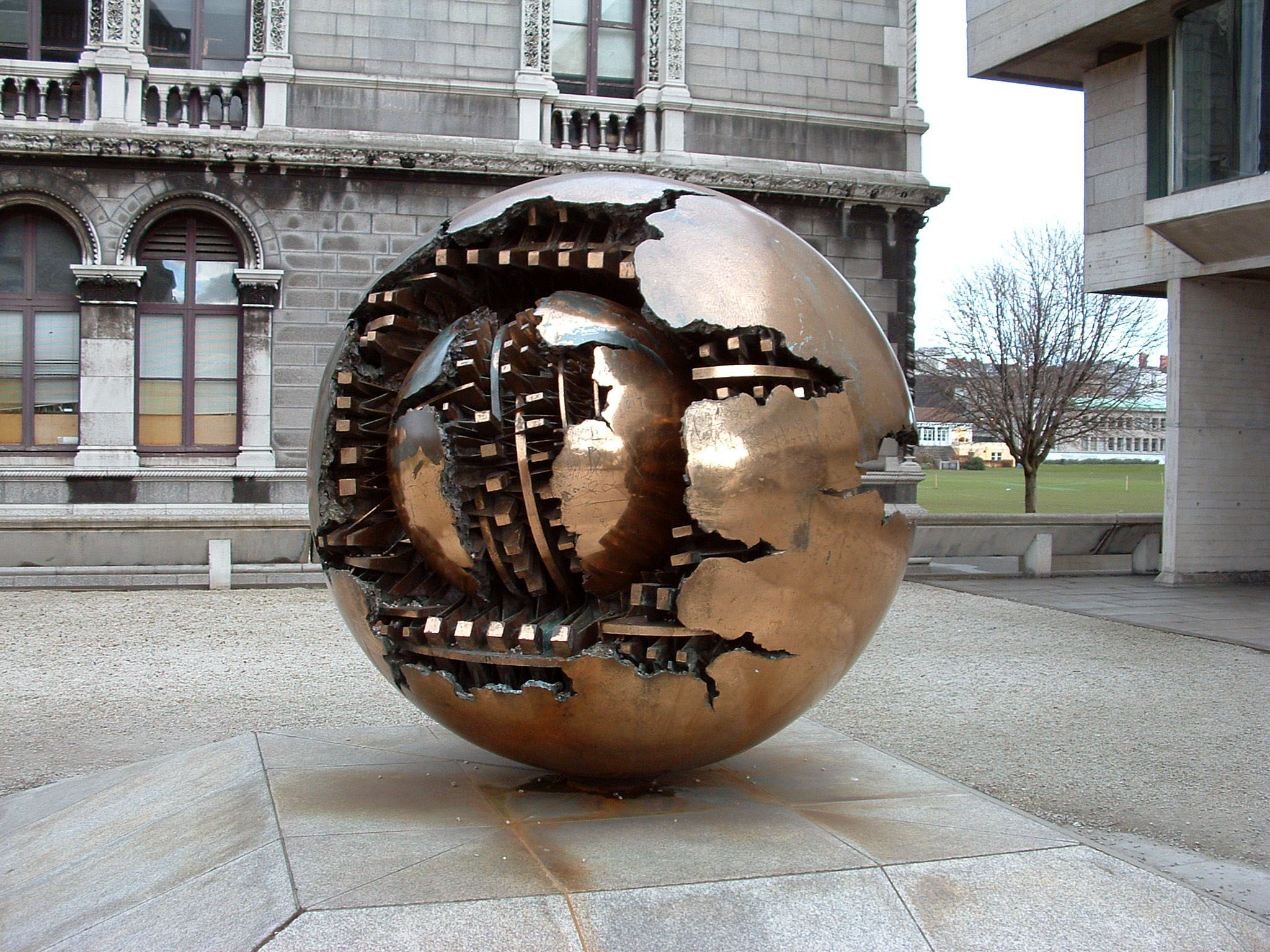
Sphere within spheres kunstwerk geschonken door de maker, Arnaldo Pomodoro
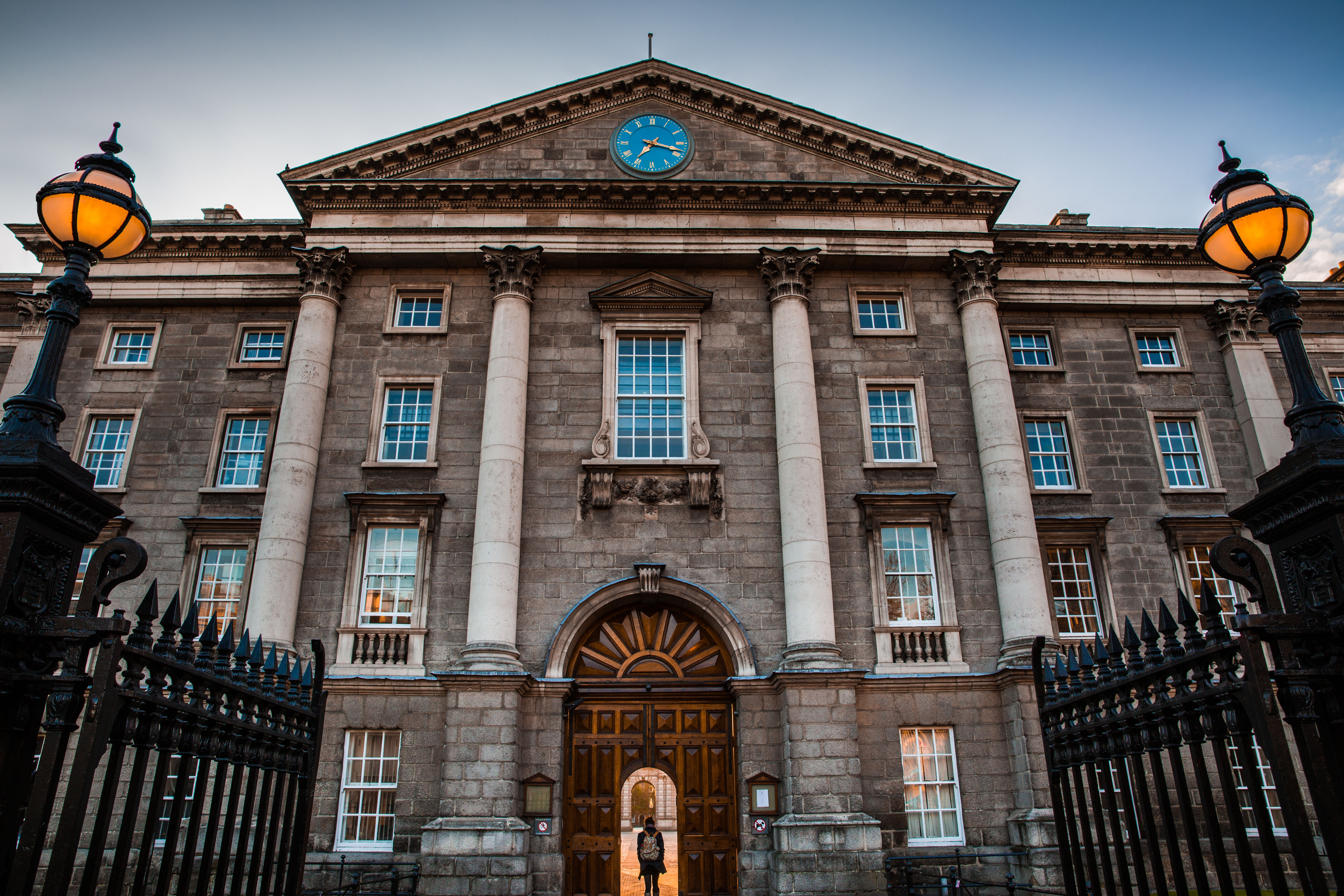
De hoofdtoegang

Aarhus ·
Åbo ·
Barcelona ·
Bergen ·
Boedapest ·
Bologna ·
Bristol ·
Cambridge ·
Coimbra ·
Dublin ·
Edinburgh ·
Galway ·
Genève ·
Göttingen ·
Graz ·
Granada ·
Groningen ·
Heidelberg ·
Iași ·
Jena ·
Krakau ·
Leiden ·
Leuven ·
Louvain-la-Neuve ·
Lyon ·
Montpellier ·
Oxford ·
Padua ·
Pavia ·
Poitiers ·
Praag ·
Salamanca ·
Siena ·
Tartu ·
Thessaloniki ·
Turku ·
Uppsala ·
Würzburg